# Бюро убийств (роман)
«Бюро убийств» (англ. The Assassination Bureau, Ltd) — остросюжетный роман, начатый Джеком Лондоном и законченный после его смерти Робертом Фишем. Впервые был опубликован в 1963 году.

## Сюжет
Иван Драгомилов создаёт компанию, выполняющую заказы на убийства любых лиц, не исключая королей и президентов — вопрос лишь в цене. Но в отличие от обычных киллеров, «Бюро» требует обосновать смертный приговор. Жертва должна совершить такой поступок, который заслуживает смерти. Члены организации настолько принципиальны, что Драгомилов принимает заказ на самого себя, искренне считая, что заслуживает смерти. Но принятие заказа не означает, что глава «Бюро убийств» примет смерть без сопротивления.

## История написания
Джек Лондон впервые обращается к жанру детектива, хотя этот переход предугадывается по предыдущему произведению автора — приключенческому роману «Сердца трёх». Сюжет основан на идее, которую Лондон приобрёл у Синклера Льюиса в начале 1910 года. В том же году им была написана часть текста, но дело дальше не продвинулось: по словам Лондона, он не смог придумать логичного продолжения. В 1916 году Джек Лондон умер, оставив роман неоконченным.
В 1963 году на основе имевшегося материала и набросков Лондона, а также по описанному женой Лондона окончанию, роман был закончен Робертом Фишем.

## Экранизация
В 1969 году режиссёр Бэзил Дирден снял по роману фильм «Бюро убийств» (The Assassination Bureau Limited), действие которого, в отличие от романа, происходит не в США, а в Европе.